# Palmer Inlet
Das Palmer Inlet (englisch, spanisch Ensenada Palmer) ist ein rund 11 km langer, fjordartiger und eisgefüllter Einlass an der Black-Küste des Palmerlands auf der Antarktischen Halbinsel. Die Bucht liegt zwischen Kap Bryant und Kap Musselman. Im Wesentlichen ist sie von rechteckiger Form und wird von steilen Kliffs eingefasst. 
Entdeckt wurde die Bucht im Jahr 1940 von Wissenschaftlern der East Base der United States Antarctic Service Expedition (1939–1941) bei Erkundungen zu Land und per Flugzeug. Namensgeber ist Robert Palmer (1916–2003), Assistenzmeteorologe auf der East Base.